# Lista över olympiska medaljörer i konstsim
Det här är en komplett lista över alla medaljörer i konstsim vid olympiska sommarspelen från 1984 till 2024.

## Nuvarande grenar

### Duett
| Spel                            | Guld                                                | Silver                                    | Brons                                          |
| Los Angeles 1984 Detaljer...    | Tracie Ruiz och Candy Costie (USA)                  | Sharon Hambrook och Kelly Kryczka (CAN)   | Saeko Kimura och Miwako Motoyoshi (JPN)        |
| Seoul 1988 Detaljer...          | Michelle Cameron och Carolyn Waldo (CAN)            | Karen Josephson och Sarah Josephson (USA) | Mikako Kotani och Miyako Tanaka (JPN)          |
| Barcelona 1992 Detaljer...      | Karen Josephson och Sarah Josephson (USA)           | Penny Vilagos och Vicky Vilagos (CAN)     | Fumiko Okuno och Aki Takayama (JPN)            |
| Atlanta 1996                    | Ingick inte i det olympiska programmet              | Ingick inte i det olympiska programmet    | Ingick inte i det olympiska programmet         |
| Sydney 2000 Detaljer...         | Olga Brusnikina och Marija Kiseljova (RUS)          | Miya Tachibana och Miho Takeda (JPN)      | Virginie Dedieu och Myriam Lignot (FRA)        |
| Aten 2004 Detaljer...           | Anastasia Davydova och Anastasija Jermakova (RUS)   | Miya Tachibana och Miho Takeda (JPN)      | Alison Bartosik och Anna Kozlova (USA)         |
| Peking 2008 Detaljer...         | Anastasia Davydova och Anastasija Jermakova (RUS)   | Andrea Fuentes och Gemma Mengual (ESP)    | Saho Harada och Emiko Suzuki (JPN)             |
| London 2012 Detaljer...         | Natalja Isjtjenko och Svetlana Romasjina (RUS)      | Ona Carbonell och Andrea Fuentes (ESP)    | Huang Xuechen och Liu Ou (CHN)                 |
| Rio de Janeiro 2016 Detaljer... | Natalja Isjtjenko och Svetlana Romasjina (RUS)      | Huang Xuechen och Sun Wenyan (CHN)        | Yukiko Inui och Risako Mitsui (JPN)            |
| Tokyo 2020 Detaljer...          | Svetlana Kolesnitjenko och Svetlana Romasjina (ROC) | Huang Xuechen och Sun Wenyan (CHN)        | Marta Fjedina och Anastasija Savtjuk (UKR)     |
| Paris 2024 Detaljer...          | Wang Liuyi och Wang Qianyi (CHN)                    | Kate Shortman och Isabelle Thorpe (GBR)   | Bregje de Brouwer och Noortje de Brouwer (NED) |

### Lag
| Spel                            | Guld | Silver | Brons |
| Atlanta 1996 Detaljer...        | USA Suzannah Bianco Tammy Cleland Becky Dyroen-Lancer Emily Lesueur Heather Pease Jill Savery Nathalie Schneyder Heather Simmons Jill Sudduth Margot Thien                   | Kanada Lisa Alexander Janice Bremner Karen Clark Karen Fonteyne Sylvie Fréchette Valerie Hould Kasia Kulesza Christine Larsen Cari Read Erin Woodley | Japan Raika Fujii Mayuko Fujiki Rei Jimbo Miho Kawabe Akiko Kawase Riho Nakajima Miya Tachibana Kaori Takahashi Miho Takeda Junko Tanaka               |
| Sydney 2000 Detaljer...         | Ryssland Jelena Azarova Olga Brusnikina Marija Kiseljova Olga Novoksjtjenova Irina Persjina Jelena Soja Julija Vasiljeva Olga Vasjukova Jelena Antonova                      | Japan Ayano Egami Raika Fujii Yoko Isoda Rei Jimbo Miya Tachibana Miho Takeda Yoko Yoneda Yuko Yoneda Juri Tatsumi                                   | Kanada Lyne Beaumont Claire Carver-Dias Erin Chan Catherine Garceau Fanny Létourneau Kirstin Normand Jacinthe Taillon Reidun Tatham Jessica Chase      |
| Aten 2004 Detaljer...           | Ryssland Jelena Azarova Olga Brusnikina Anastasia Davydova Anastasija Jermakova Elvira Chasjanova Marija Kiseljova Olga Novoksjtjenova Anna Sjorina                          | Japan Michiyo Fujimaru Saho Harada Kanako Kitao Emiko Suzuki Miya Tachibana Miho Takeda Juri Tatsumi Yoko Yoneda                                     | USA Alison Bartosik Tamara Crow Rebecca Jasontek Anna Kozlova Sara Lowe Lauren McFall Stephanie Nesbitt Kendra Zanotto                                 |
| Peking 2008 Detaljer...         | Ryssland Anastasia Davydova Anastasija Jermakova Marija Gromova Natalja Isjtjenko Elvira Chasjanova Olga Kuzjela Svetlana Romasjina Anna Sjorina Jelena Ovtjinnikova         | Spanien Alba Cabello Raquel Corral Andrea Fuentes Thaïs Henríquez Laura López* Gemma Mengual Irina Rodríguez Paola Tirados Gisela Morón              | Kina Gu Beibei Jiang Tingting Jiang Wenwen Liu Ou Luo Xi Sun Qiuting Wang Na Zhang Xiaohuan Huang Xuechen                                              |
| London 2012 Detaljer...         | Ryssland Anastasia Davydova Marija Gromova Natalja Isjtjenko Elvira Chasjanova Darja Korobova Aleksandra Patskevitj Svetlana Romasjina Anzjelika Timanina Alla Sjisjkina     | Kina Chang Si Chen Xiaojun Huang Xuechen Jiang Tingting Jiang Wenwen Liu Ou Luo Xi Wu Yiwen Sun Wenyan                                               | Spanien Clara Basiana Alba Cabello Ona Carbonell Margalida Crespí Andrea Fuentes Thaïs Henríquez Paula Klamburg Irene Montrucchio Laia Pons            |
| Rio de Janeiro 2016 Detaljer... | Ryssland Vlada Tjigireva Natalja Isjtjenko Svetlana Kolesnitjenko Aleksandra Patskevitj Svetlana Romasjina Alla Sjisjkina Maria Sjurotjkina Gelena Topilina Elena Prokofjeva | Kina Gu Xiao Guo Li Li Xiaolu Liang Xinping Sun Wenyan Tang Mengni Yin Chengxin Zeng Zhen Huang Xuechen                                              | Japan Aika Hakoyama Yukiko Inui Kei Marumo Risako Mitsui Kanami Nakamaki Mai Nakamura Kano Omata Kurumi Yoshida Aiko Hayashi                           |
| Tokyo 2020 Detaljer...          | ROC Vlada Tjigireva Marina Goljadkina Svetlana Kolesnitjenko Polina Komar Aleksandra Patskevitj Svetlana Romasjina Alla Sjisjkina Maria Sjurotjkina                          | Kina Feng Yu Guo Li Huang Xuechen Liang Xinping Sun Wenyan Wang Qianyi Xiao Yanning Yin Chengxin                                                     | Ukraina Maryna Aleksijiva Vladyslava Aleksijiva Marta Fjedina Kateryna Reznik Anastasija Savtjuk Alina Sjynkarenko Kseniya Sydorenko Jelyzaveta Jachno |
| Paris 2024 Detaljer...          | Kina Chang Hao Feng Yu Wang Ciyue Wang Liuyi Wang Qianyi Xiang Binxuan Xiao Yanning Zhang Yayi                                                                               | USA Anita Alvarez Jaime Czarkowski Megumi Field Keana Hunter Audrey Kwon Jacklyn Luu Daniella Ramirez Ruby Remati                                    | Spanien Txell Ferré Marina García Lilou Lluis Meritxell Mas Alisa Ozhogina Paula Ramírez Iris Tió Blanca Toledano                                      |

## Borttagna grenar

### Solo
| Spel                         | Guld                       | Silver              | Brons                  |
| Los Angeles 1984 Detaljer... | Tracie Ruiz (USA)          | Carolyn Waldo (CAN) | Miwako Motoyoshi (JPN) |
| Seoul 1988 Detaljer...       | Carolyn Waldo (CAN)        | Tracie Ruiz (USA)   | Mikako Kotani (JPN)    |
| Barcelona 1992 Detaljer...   | Kristen Babb-Sprague (USA) | Ingen utsedd        | Fumiko Okuno (JPN)     |
| Barcelona 1992 Detaljer...   | Sylvie Fréchette (CAN)     | Ingen utsedd        | Fumiko Okuno (JPN)     |